# تاکسی ۵
تاکسی ۵ (به فرانسوی: Taxi Cinq) یک فیلم کمدی اکشن فرانسوی به کارگردانی فرانک گاستامبید محصول ۲۰۱۸ است. دنباله‌ای بر تاکسی ۴، پنجمین قسمت از مجموعه فیلم‌های تاکسی می‌باشد، و بازیگران و شخصیت‌های متفاوتی دارد. از بازیگران این فیلم می‌توان به فرانک گاستامبید، مالیک بنتالها، سابرینا اوزانی، برنارد فارسی اشاره کرد.
در راتن تومیتوز این فیلم بر اساس نظرات پنج منتقد دارای امتیاز ۰٪ است.

## خلاصه داستان
یک افسر پلیس به تازگی به مارسی منتقل شده، در پی از بین بردن یک گروه از سارقان ایتالیایی است که با خودروهای سوپراسپورت دزدی می‌کنند. او برای اینکار نیاز به پژو ۴۰۷ دنیل (راننده حرفه ای) دارد و از طریق برادرزاده او به ماشین می‌رسد. او به کمک آن ماشین برای دستگیری سارقانی که در پی بزرگ‌ترین الماس دنیا بودند آماده می‌شود.

## بازیگران
- فرانک گاستامبید در نقش سیلوان ماروت
- مالیک بنتالها در نقش ادی ماکلوف
- برنارد فارسی در نقش گیلبرت
- سالواتوره اسپوزیتو در نقش تونی داگ
- ادوار مونتوت در نقش آلن ترسور
- سابرینا اوزانی در نقش سمیا
- سند ون روی در نقش سندی
- انور توبلی در نقش میشل پتروچیانی
- مونسیر پوله در نقش مونارد
- سیسی دوپارک در نقش سندریس بروسارد
- رمزی بدیا در نقش راشید
- موسی معسگری در نقش لوپز
- سوپرانو در نقش بابا
- الیس لارنیسو در نقش وزیر محیط زیست
- فرانسیس لوانتال در نقش کمیسر مورزینی

## بازخوردها
زمانی که تریلر این فیلم در شبکه‌های اجتماعی (فیس‌بوک، اینستاگرام و…) توسط کاربران دیده شد، کامنت‌ها و نظرات زیادی بود که اکثراً در مورد بازیگران بود که چرا بازیگران سابق یعنی دانیل (سامی ناصری) و امیلین (فردریک دیفنتال) و… در این فیلم نیستند.

## آینده
فرانک گاستامبید در مصاحبه‌ای اعلام کرد که اگر تاکسی ۵ در گیشه بازده خوبی داشته باشد، تاکسی ۶ کار بعدی او خواهد بود. این فیلم با بودجه ۲۰٫۳۹ میلیون یورویی در گیشه شکست خورد و تنها ۳۵ میلیون دلار به دست آورد. با وجود این، کارگردان همچنان قصد دارد ششمین فیلم را بسازد.

## خودروهای مورد استفاده در فیلم

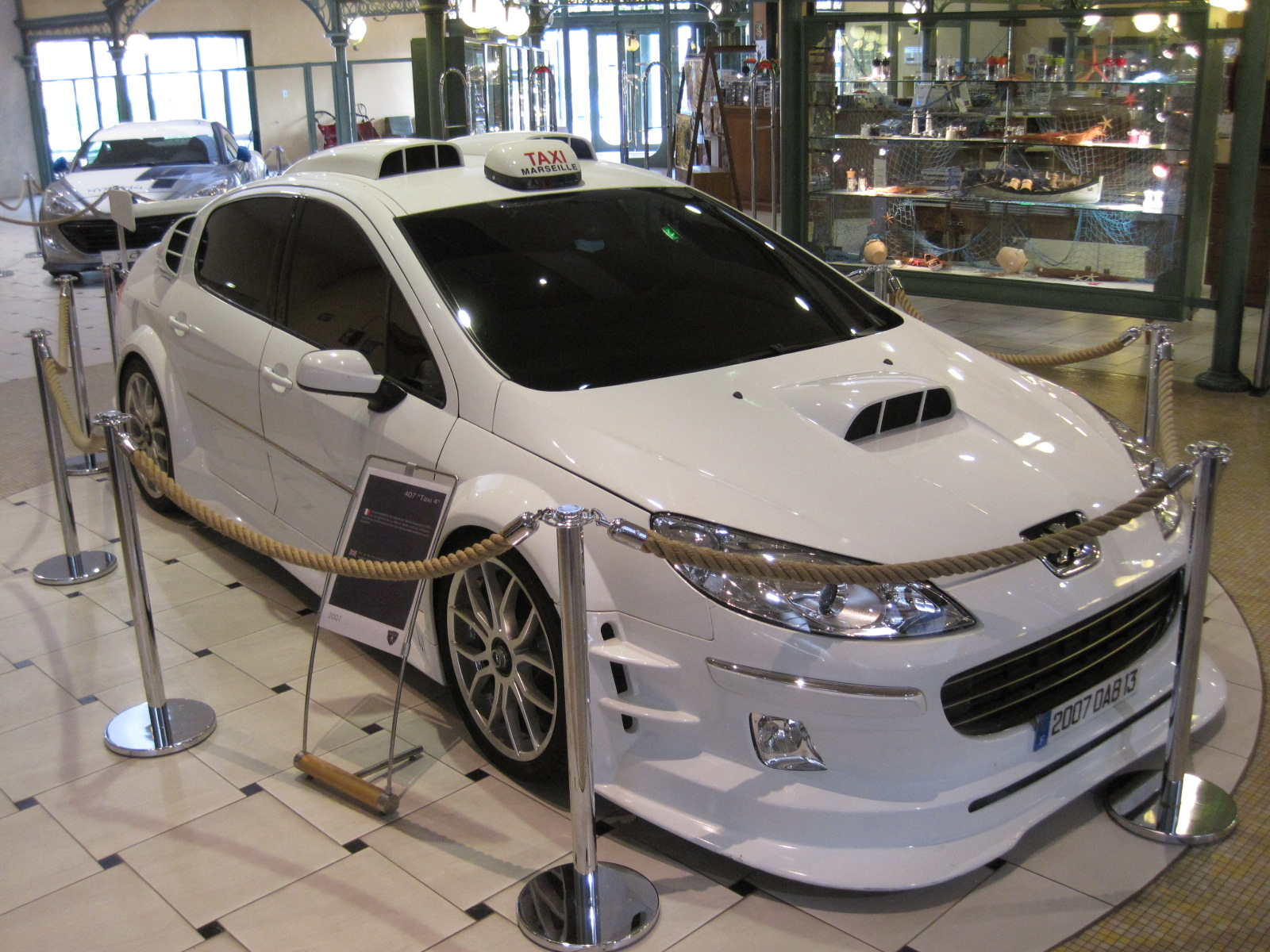
پژو ۴۰۷ مورد استفاده در فیلم

- پژو ۴۰۷
- فراری ۴۵۸ ایتالیا
- لامبورگینی اونتادور
- مرسدس بنز کلاس سی ای‌ام‌جی
- هامر اچ۲
- داچیا لوگان ام‌سی‌وی
- سوزوکی ایگنیس
- سیتروئن ای‌اکس
- پژو ۳۰۶
- پژو ۳۰۷ استیشن واگن
- رنو مگان
- رنو لاگونا
- فورد موندئو